# Turmhügel Altcastell
Der Turmhügel Altcastell, auch Unteres Schloss genannt, ist eine abgegangene Höhenburg vom Typus einer Turmhügelburg (Motte) im unterfränkischen Castell. Erstmals im 9. Jahrhundert erwähnt, war sie die Nachfolgerin der vor- und frühgeschichtlichen Befestigungsanlagen an gleicher Stelle. Die Burg existierte parallel zum Oberen Schloss und wurde deshalb auch Unteres Schloss genannt.

## Geographische Lage
Der Turmhügel Altcastell befindet sich etwa 245 Meter von der Kirche St. Johannis in Castell entfernt. Die Burg erhob sich auf einer etwa 394,1 m ü. NN hohen Kuppe, die als Ausläufer des Herrenberges gilt. Die Flur auf der sich der Turmhügel erhebt wurde „Mahrenberg“ genannt. Nordöstlich des ehemaligen Burggeländes, etwa 115 Meter entfernt, erkennt man die erhaltenen Reste der Schwesterburg Oberes Schloss, einen Treppenturm.
Der Turmhügel fällt steil ab und ist mit lichtem Baumbestand bepflanzt.

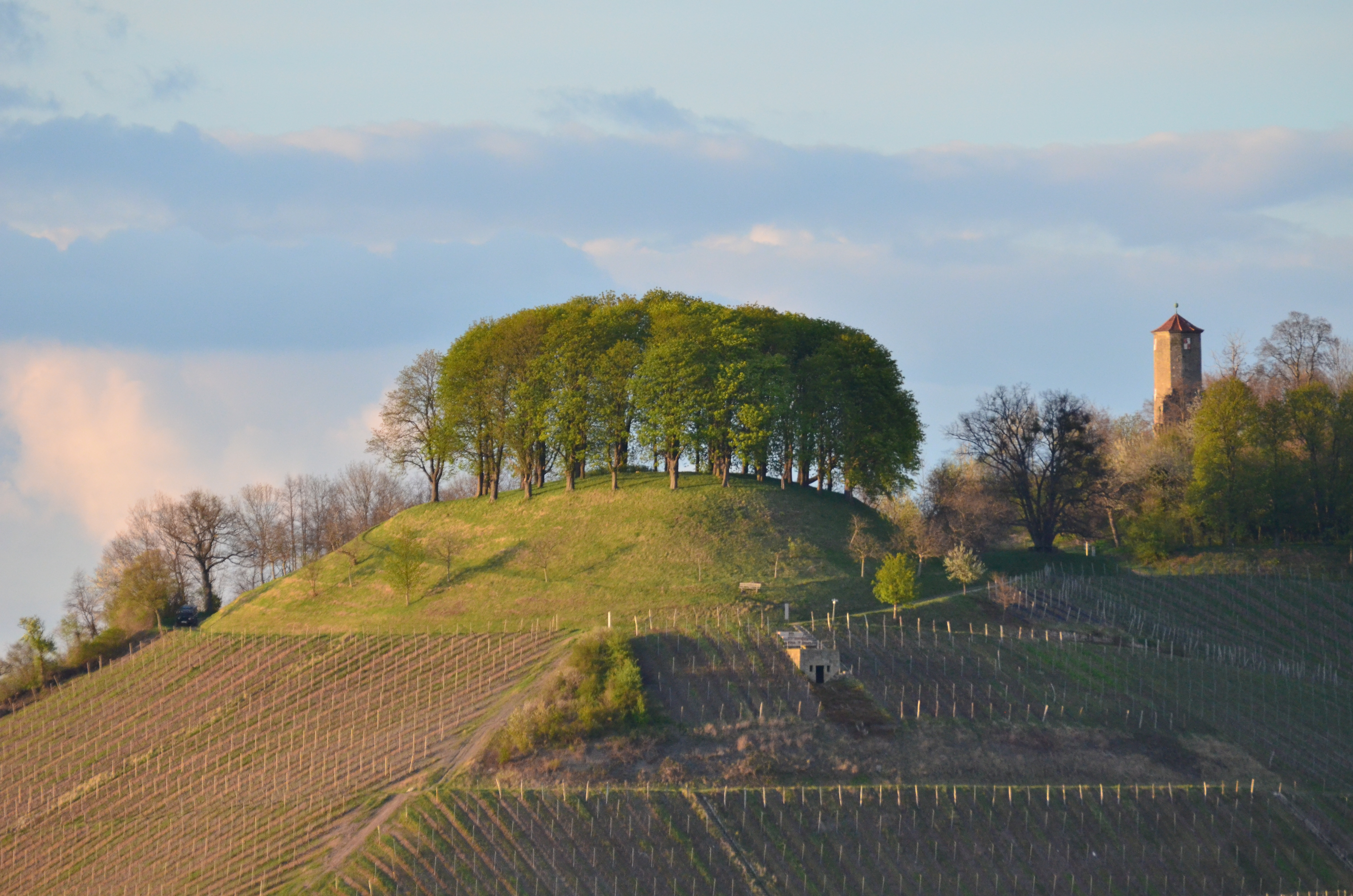
Turmhügel Altcastell
→ Grafen- oder Burglinde
→ Schloßberg mit Turm der Schwesterburg Oberes Schloss

## Geschichte
Die untere Burg hatte eine wechselvolle Geschichte. Anders als das obere Schloss war sie nicht immer in den Händen der Grafen von Castell. Ab der zweiten Hälfte des 13. Jahrhunderts verfügten die Burggrafen von Nürnberg, die späteren Markgrafen von Ansbach, über das Gebäude, bevor im 17. Jahrhundert die Grafenfamilie ihren ursprünglichen Stammsitz, der mittlerweile nur noch eine Ruine war, zurücktauschte.

### Die Landesburg Castell
Die Geschichte der Burg Altcastell ist eng mit der des Ortes und der Herrschaft Castell verbunden. Die erste Erwähnung von „Castel“ im Jahr 816 weist bereits auf eine Befestigungsanlage im Dorf hin. Wahrscheinlich war bereits in vor- und frühgeschichtlicher Zeit eine Burganlage vorhanden, von der sich lediglich einige Abschnittsgräben erhalten haben. Später wurde die Anlage in zwei verschiedene Burgen aufgeteilt.
Die Burg wurde als Rundburg ausgebaut und man erweiterte sie wahrscheinlich zu einer riesigen, ottonischen Landesburg. Die Quellen nennen im Jahr 1057 einen Gründer, „Rṏbbrath“ (Rupert) „von Castell“ aus dem ostfränkischen Adel. Wie die Burg und die sie umgebende Siedlung in den Besitz der Grafen von Castell kam, ist ungewiss; zu Beginn des 13. Jahrhunderts wurden sie bereits in den Grafenstand erhoben.
Im Jahr 1258 kam es zu einer ersten Teilung der castellischen Güter. Heinrich II. und sein Bruder Hermann teilten ihre Familie in zwei Häuser auf, die ihre Stammsitze in der oberen und der unteren Burg hatten. Hermann saß auf der oberen Burg am Schlossberg, während Heinrich in der unteren residierte. Beide Burgen hatten damals Kapellen auf, die Güter waren ebenfalls geteilt. Im Jahr 1265 wurden die beiden Befestigungen als „castris Kastele“ wieder erwähnt.

### Im Besitz der Burggrafen
Mit dem Jahr 1280 gelangte die untere Burg mehr und mehr in den Einfluss der Burggrafen von Nürnberg. Zunächst konnte die Burg nur mit ihrem Einverständnis verkauft oder verliehen werden. Dies war im Jahr 1321 der Fall als, nach einer weiteren Teilung der castellischen Güter, Hermann III. die Burg an die Burggrafen verpfänden musste. Nach Hermanns Tod im Jahr 1328 erhielt Friedrich IV. von Nürnberg die Burg und das halbe Dorf Castell.
Er errichtete im 14. Jahrhundert aus seinen neuerhaltenen Gütern das Burggräfliche Amt Castell, das im Jahr 1403 durch die kaiserliche Kanzlei bestätigt wurde. Zuvor, im Jahr 1379, hatte es das Hochstift Bamberg zu Pfand erhalten. Im Jahr 1408 kam Schloss und Amt an Dietrich von Heidingsfeld. Bereits zwei Jahre später kamen Arnold von Eremberg und Horneck von Hornberg als Amtmänner an die untere Burg Castell.
Am 6. November 1497 wurde die Burg während einer Fehde von den Truppen des Reichsritters von Guttenberg niedergebrannt. Allerdings hatten die Gebäude keinen großen Schaden erlitten. In diese Zeit fällt auch die erste Beschreibung der unteren Burg: Sie besaß eine Kapelle, einen hohen Turm und ein zweigeschossiges Wohngebäude. Auch von einem großen Torhaus ist die Rede. Nach den geringen Zerstörungen wurde die Befestigung wieder aufgebaut.
Das endgültige Aus für die nürnbergisch-ansbachische Burg Castell kam im Jahre 1525. Im Deutschen Bauernkrieg belagerten und stürmten die Bauernhaufen der Umgebung die befestigten Gebäude und brannten sie vollständig nieder. In der Folgezeit verkamen die Ruinen zum Steinbruch aus dem, unter anderem, auch der Neubau des oberen Schlosses im Jahr 1607 seine Baumaterialien bezog. Später wurden auch für das neue Schloss im Dorf Castell Steine entnommen.

## Beschreibung
Von den ursprünglichen Befestigungsanlagen haben sich nur untertägige Elemente erhalten. Diese werden vom Bayerischen Landesamt für Denkmalpflege unter der Bodendenkmal-Nummer D-6-6228-0005 eingeordnet. Die Ausmaße der ehemaligen Burg betrugen in der Länge etwa 50 Meter, während ihr Querdurchmesser auf 47 Meter geschätzt wird. Der Übergang zur Oberen Burg wird im Nordosten heute durch einen flachen, ungefähr acht Meter hohen Hügel und eine sich anschließende grubenförmige Eintiefung gekennzeichnet.